# Acarospora brouardii
Acarospora brouardii är en lavart som beskrevs av de. Lesd. Acarospora brouardii ingår i släktet Acarospora och familjen Acarosporaceae.   Inga underarter finns listade i Catalogue of Life.